# Сага о Курином Торире
Сага о Курином Торире (др.-сканд. Hænsna-Þóris saga) — одна из «родовых саг», записанная не позже середины XIII века, действие которой происходит в Восточной Исландии в 962—965 годах. Рассказывает о событиях, повлёкших за собой правовую реформу — принятие альтингом «законов Торда Ревуна».

## Сюжет

### Гибель Кетиля Сони
Во время одной особенно тяжёлой зимы (961—962 гг.) Кетиль Соня, богатый и знатный бонд, живший в Городищенском Фьорде, попытался купить у своего соседа Куриного Торира сено, необходимое арендаторам Кетиля. У Торира были излишки, но он не захотел продавать, хотя ему и делались самые выгодные предложения. Тогда Кетиль отобрал у него сено. Куриный Торир обратился за помощью к Одду из Междуречья, предводителю всех бондов Городищенского Фьорда, но тот счёл, что на месте Кетиля Сони и сам поступил бы так же.
В это время приехал с севера сын Одда, Торвальд. Куриный Торир добился его поддержки в этой тяжбе ценой половины всего своего имущества. Торвальд был настроен вполне миролюбиво, но Торир последовательно добивался обострения конфликта. Он потребовал от Торвальда, чтобы тот на следующий же день, не посоветовавшись с отцом, поехал вызывать Кетиля Соню на тинг. Когда Торвальд был готов принять великодушное предложение Кетиля о возмещении ущерба, Торир назвал это неприемлемым, и Торвальду пришлось объявить иск о грабеже, используя самые резкие выражения. Норвежец, гостивший у Кетиля, счёл хозяина дома оскорблённым и застрелил из лука одного из спутников Торвальда, Хельги, который воспитывался в доме Куриного Торира. Торир первым склонился над Хельги, когда тот уже был мёртв, а потом объявил всем присутствующим:
«Мальчик говорил со мной. Он сказал дважды одно и то же, вот что:
— Сожги, сожги Кетиля Соню в доме».
Спутники Торвальда знали, что Куриный Торир — лживый человек, и они не были уверены в том, что Хельги действительно что-то сказал перед смертью. Тем не менее они дождались сумерек в лесу, а потом вернулись к хутору Кетиля Сони, обложили дом хворостом и подожгли. Когда Кетиль спросил, получит ли кто-нибудь пощаду, Куриный Торир ответил, что всех ждёт одна участь. И поджигатели уехали не раньше, чем сгорели все, кто был в доме. Таким образом они продемонстрировали нетипичную жестокость: обычно при сожжениях в доме выпускали женщин и детей Сага о Курином Торире.

### Месть за Кетиля Соню
Сына Кетиля Сони Херстейна в эту ночь не было дома. Узнав о гибели отца, он заручился поддержкой Торкеля Бахромы, знатного хёвдинга, обладавшего широкими родственными связями. Благодаря помощи Торкеля Херстейн смог быстро обручиться с его родственницей Турид, дочерью Гуннара сына Хлив, племянницей и воспитанницей Торда Ревуна, одного из самых могущественных хёвдингов в стране. Только после помолвки Торд Ревун узнал о сожжении Кетиля Сони и о том, что теперь ему придётся вести связанную с этим тяжбу. Это означало конфликт между ним и Оддом из Междуречья.
Для того, чтобы передать тяжбу на альтинг, Торд Ревун набрал две сотни людей. Путь ему преградил Одд с почти четырьмя сотнями. Дело дошло до открытого боя, в котором со стороны Торда погибло четверо, а со стороны Одда только один человек. Тем не менее тяжба была начата. Позже, когда люди начали отправляться на альтинг, Торд смог набрать огромное войско, намного превосходившее силы Одда. Торд не хотел пускать своих противников к месту тинга. Завязалась целая битва, в которой люди Одда потеряли шестерых и были оттеснены. Возникла угроза, что будет биться весь тинг, поэтому враждующие стороны развели и начали улаживать эту тяжбу. Все участники сожжения Кетиля Сони были приговорены к пожизненному изгнанию, за исключением Торвальда сына Одда, приговорённого к изгнанию на три года.
Херстейн, сын Кетиля Сони, не поехал на тинг из-за болезни. Куриный Торир с двенадцатью людьми напал на него, но сам был убит. Херстейн собственноручно отрубил Ториру голову.
Одд из Междуречья не считал тяжбу улаженной. Он со своими людьми напал на усадьбу Гуннара сына Хлив, но выяснил, что второй его сын, Тородд, только что заключил с Гуннаром мировую, добившись руки второй его дочери. Одду пришлось тоже примириться. Поскольку его изгнанный сын Торвальд попал в Шотландии в плен, Тородд поехал выручать брата. Когда Одд понял, что ни один из его сыновей не вернётся в Исландию, он тяжело заболел и вскоре умер (965 год).

## История текста
Самая ранняя рукопись с текстом саги относится к XV веку, а полный текст существует только в списках XVI—XVIII веков. В основном он восходит к кодексу Vatnshyrna, погибшему во время копенгагенского пожара 1728 года. Точных датировок саги нет, но исследователи выяснили, что её текст был у Стурлы Тордарсона (умер в 1284 году), когда он работал над «Книгой о заселении Исландии». Кроме того, в саге описываются юридические коллизии, которые обрели важность в 1281 году, когда был принят закон о принудительном изъятии излишков сена. Инициатор этой меры Йон Эйнарссон был знаком со Стурлой и теоретически мог услышать от него «Сагу о Курином Торире».
На основе этих данных исследователи полагают, что сага была записана самое раннее в 1250—1270 годах. Они спорят о том, каким образом сага создавалась: в тексте много неправдоподобных деталей и неточностей, что могло быть связано, по разным версиям, с его книжным происхождением или наоборот с «коллективным творчеством и устным эпическим сознанием».

## Публикации
- Сага о Курином Торире // Исландские саги. Перевод А. В. Циммерлинга. М.: Языки славянской культуры, 2002. С. 15—40.
- Hen-Thorir’s saga. Translated by Peter A.Jorgensen. En: Viðar Hreinsson (ed.): The Complete Sagas of Icelanders. Including 49 Tales. Vol. 5. Reykjavík: Leifur Eiríksson Publishing, 1997. Págs. 239—259. ISBN 9979-9293-5-9.